# Yacimiento arqueológico de Cimadevilla

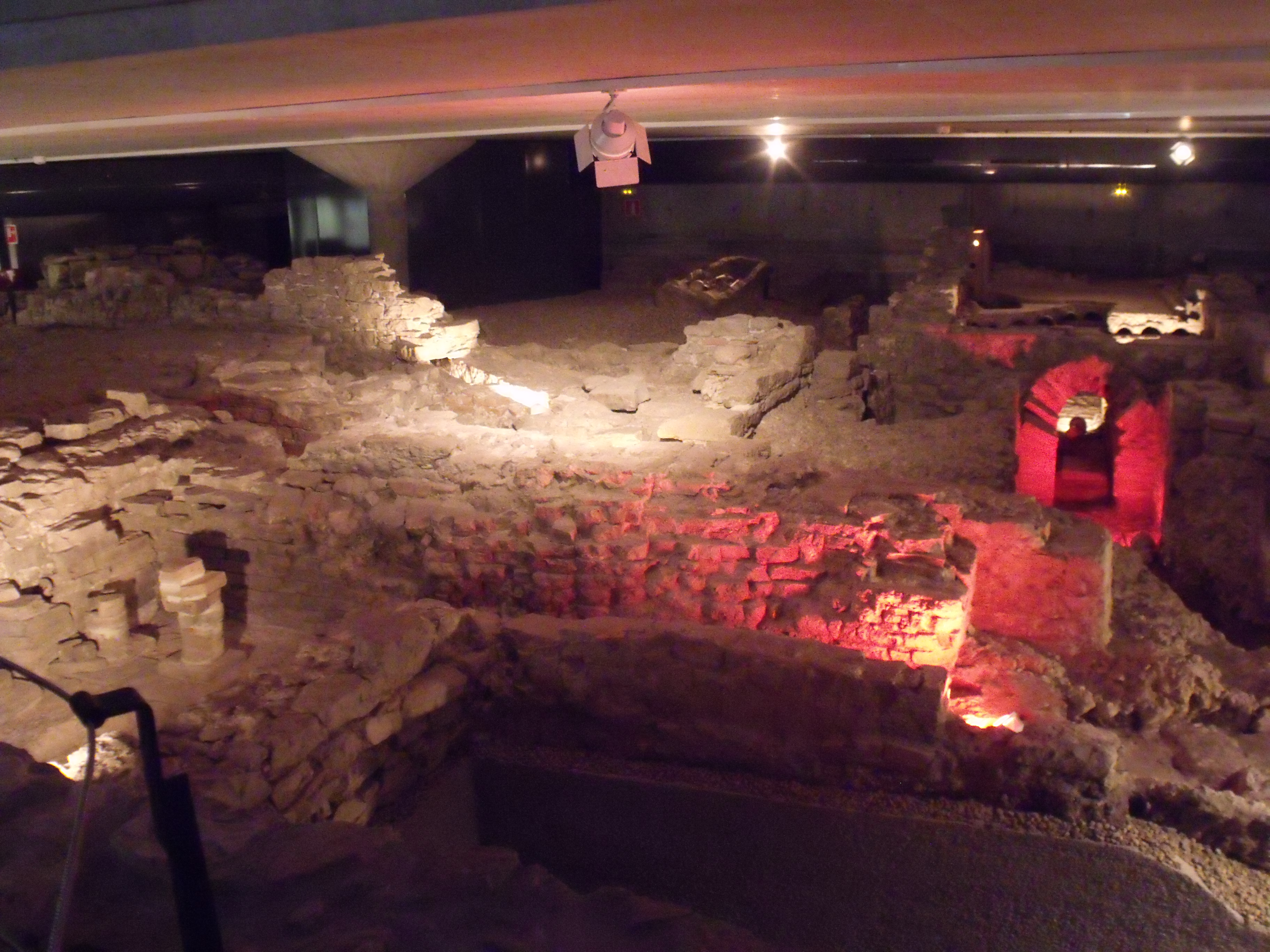
Termas romanas de Gijón.

El yacimiento arqueológico de Cimadevilla está situado en el barrio de Cimadevilla, en la localidad asturiana de Gijón (España).
El yacimiento comprende una serie de ruinas romanas descubiertas en las excavaciones de 1982.
El yacimiento está compuesto por:
- Termas romanas (43°32′43″N 5°39′40″O / 43.54528, -5.66111): Situadas en Campo Valdés, son una construcción de carácter público datadas entre los siglos I y II. En el siglo II se inicia una reforma y ampliación de las mismas, como demuestran zócalos, mosaicos o pinturas murales. Se pueden visitar.
- Fábrica de salazón (43°32′43″N 5°39′48″O / 43.54528, -5.66333): Fábrica de salazones datada entre los siglos III y IV, que indica la existencia de una estructura comercial de manufactura de pescado. Tras las excavaciones y su estudio, se volvió a cubrir dejando una muestra en la Torre del Reloj.
- Muralla de defensa: La obra más importante de los romanos está datada entre los siglos III y IV. La muralla tenía unos 850 metros de recorrido y albergaba en su interior el poblado romano existente. La muralla contenía además torres de defensa y vigilancia semicirculares.

- Datos: Q9096824
- Multimedia: Archaeological site of Cimadevilla / Q9096824